# Saint-Christophe-sur-Roc
Saint-Christophe-sur-Roc település Franciaországban, Deux-Sèvres megyében. Lakosainak száma 566 fő (2022. január 1.). Saint-Christophe-sur-Roc Champdeniers-Saint-Denis, La Chapelle-Bâton és Cherveux községekkel határos.

## Népesség
A település népessége az elmúlt években az alábbi módon változott:
| Lakosok száma | 553  | 544  | 566  | 558  | 565  | 569  | 571  | 575  | 566  |
|               | 2013 | 2015 | 2016 | 2017 | 2018 | 2019 | 2020 | 2021 | 2022 |